# Limburgse brievenaffaire
De Limburgse brievenaffaire deed in de jaren 1864-1866 veel stof opwaaien in Nederland. Zij vertroebelde de verhoudingen tussen de liberalen en het katholieke Limburg en leidde tot de val van de minister van financiën.

## De brief van Thorbecke
Rudolf Thorbecke, onder wie als minister van binnenlandse zaken ook het onderwijs viel, had in 1863 de Wet op het Middelbaar Onderwijs door de Kamers geloodst. Er was al een eerste Rijks-HBS gesticht in Groningen, en de tweede wilde hij graag in Limburg realiseren. Zijn geestverwant, burgemeester Louis Beerenbroek van Roermond, had er wel oren naar, hoewel zijn stad niet de wettelijke 9000 inwoners telde. Hij was bereid om aan het Bisschoppelijk College de huur van het schoolgebouw op te zeggen. De loslippigheid van Thorbecke tegenover zijn katholieke vriend Pijls in een brief van 2 februari 1864 leidde tot een kleine storm in Limburg. Voorstanders van het College en die van de Rijksschool stonden lijnrecht en luidruchtig tegenover elkaar, het was tenslotte verkiezingstijd. De Maastrichtse industrieel Petrus Regout gaf een brochure uit onder de titel "Wat heeft Limburg voor den heer Thorbecke en de heer Thorbecke voor Limburg gedaan?" De gematigde bisschop van Roermond, mgr. Paredis, ging uiteindelijk akkoord met de bouw van een nieuw schoolgebouw voor zijn college, met financiële steun van de gemeente. Hij bracht er de eerste RK-HBS van Nederland in onder. En zo werd Roermond door dit conflict niet alleen de tweede stad met een HBS, maar ook de eerste stad met twee HBS'en.

## De brief van Betz
Ernstiger gevolgen had een andere brief dat jaar. Op 4 mei 1864 schreef Gerardus Henri Betz, de minister van financiën in het Tweede kabinet-Thorbecke, aan zijn ex-collega Van der Maesen de Sombreff, dat hij zijn wetsontwerp over de grondbelasting zo lang mogelijk zou vasthouden. De Kamer wachtte op een antwoord in tweede termijn en desgevraagd zei de minister dat hij nog niet klaar was. In werkelijkheid leek het hem (en vermoedelijk Thorbecke) electoraal beter om de wet pas na de verkiezingen verder te behandelen.
Limburg viel tot dan toe onder een afzonderlijk belastingregime. Dat kwam door de Belgische afscheiding: Limburg kwam pas in 1839 als "elfde provincie" terug bij Nederland. Tegelijk was het als Hertogdom Limburg nog tot 1867 lid van de Duitse Bond. De Limburgers en met name de Conservatieven beriepen zich op de Duitse belastingen die ze verschuldigd waren.
De wet van Betz beoogde Limburg gelijk te schakelen met de rest van Nederland. Daarvoor was ruime steun in de Staten-Generaal. In Roermond won baron Frederik Hendrik Karel de Keverberg de Kessel (de zoon van Karel Lodewijk van Keverberg van Kessel) in eerste termijn de Kamerzetel onder de leuzen: "Weg met het ontwerp. Weg met de minister van financiën. Weg met Thorbecke". Er volgde echter een nastemming die door de liberale Karel Cornelis werd gewonnen. Tussen beide stemrondes was de bewuste brief geschreven.
In november 1865 werd in Provinciale Staten van Limburg gewag gemaakt van geheime brieven van Thorbecke en Betz. Thorbecke ontkende in de Kamer, maar de krant van Regout, L'ami du Limbourg, publiceerde de brief van Betz aan Van Maesen. Daarop trad de minister af.